# Jesionka (powiat żyrardowski)
Jesionka – wieś w Polsce położona w województwie mazowieckim, w powiecie żyrardowskim, w gminie Wiskitki. Ma status sołectwa.
W XIX w. miejscowość należała do gminy Guzów w powiecie błońskim i należała do parafii Wiskitki. W Jesionce mieszkało wówczas 343 mieszkańców.
W latach 1975–1998 miejscowość należała administracyjnie do województwa skierniewickiego.
W latach 2004–2010 istniał zespół piłkarski Amator Jesionka grający w klasie B.
Przez Jesionkę przebiega dwutorowa zelektryfikowana linia kolejowa nr 1 Warszawa Zachodnia – Katowice. Na terenie wsi znajdują się 2 przystanki kolejowe Jesionka i Sucha Żyrardowska (z nazwą pochodzącą od rzeki), które dzieli odległość niespełna 2 km.
W 2009 roku w Jesionce zostało powołane stowarzyszenie Kuźnia Inicjatyw „Wiskitki.org”. Organizacja tworzy inicjatywy społeczne budujące więzi między ludźmi. Stowarzyszenie realizuje projekty na terenie Miasta i Gminy Wiskitki, na terenie powiatu żyrardowskiego i terenów ościennych.
W Jesionce znajduje się parafia Chrystusa Dobrego Pasterza wchodząca w skład dekanatu Wiskitki diecezji łowickiej.

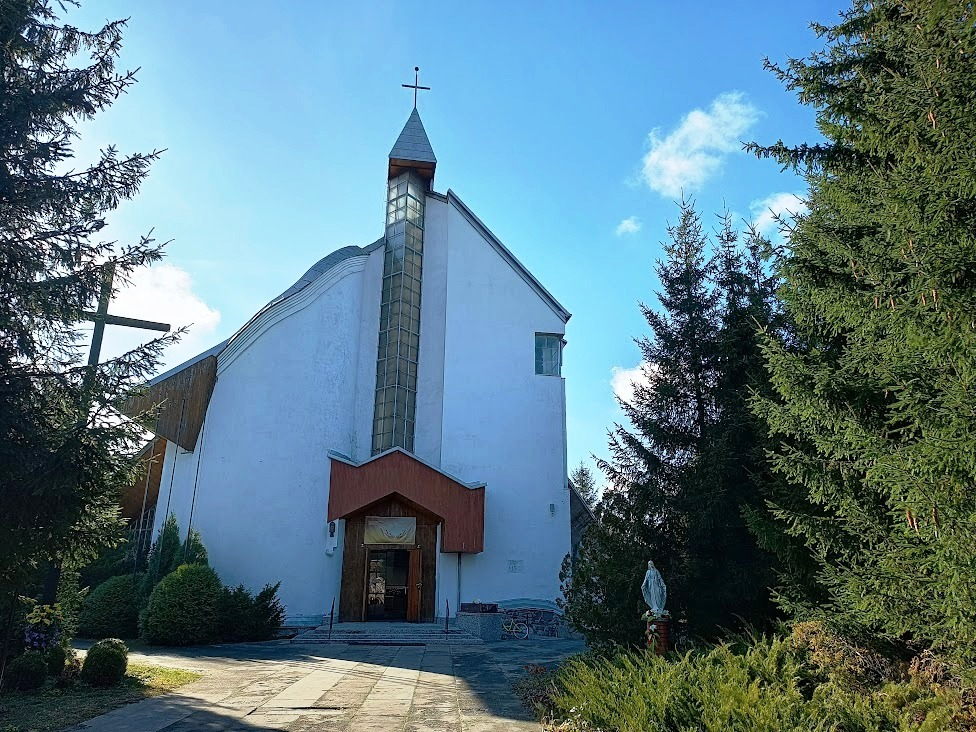
Kościół pw. Chrystusa Dobrego Pasterza i św. Jacka w Jesionce